# Sapho gloriosa
Sapho gloriosa är en trollsländeart som först beskrevs av Maclachlan in Selys 1873.  Sapho gloriosa ingår i släktet Sapho och familjen jungfrusländor. IUCN kategoriserar arten globalt som livskraftig. Inga underarter finns listade i Catalogue of Life.